# 卡塔維科略山
14°24′51″S 70°11′52″W / 14.41417°S 70.19778°W
卡塔維科略山（Q'atawi Qullu），是秘魯的山峰，位於該國東南部普諾大區，由波托尼區和聖安通區負責管轄，屬於安地斯山脈的一部分，海拔高度4,600米。